# 费什莱格利斯
费什莱格利斯（法語：Fêche-l'Église，法語發音：[fɛʃ leɡliz]）是法国勃艮第-弗朗什-孔泰大区贝尔福地区省的一个市镇，属于贝尔福区。

## 地理
费什莱格利斯（47°30'19"N, 6°57'6"E）面积3.93 平方千米，位于法国勃艮第-弗朗什-孔泰大區贝尔福地区省，该省份为法国东北部内陆省份，东临上莱茵省，北起孚日省，西接上索恩省，南与杜省和瑞士接壤。
与费什莱格利斯接壤的市镇（或旧市镇、城区）包括：格朗维拉尔、巴德韦勒、代勒、勒伯坦、圣迪济耶莱韦克、蒂扬库尔。

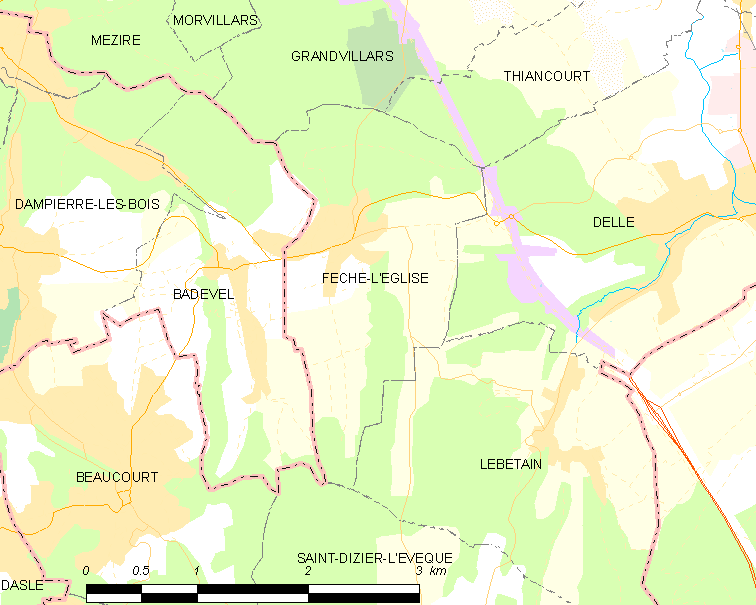
费什莱格利斯的OSM定位图

费什莱格利斯的时区为UTC+01:00、UTC+02:00（夏令时）。

## 行政
费什莱格利斯的邮政编码为90100，INSEE市镇编码为90045。

## 政治
费什莱格利斯所属的省级选区为代勒县。

## 人口

1962-2008年间费什莱格利斯人口变化图示

费什莱格利斯于2022年1月1日时的人口数量为721人。